# Bourges Basket

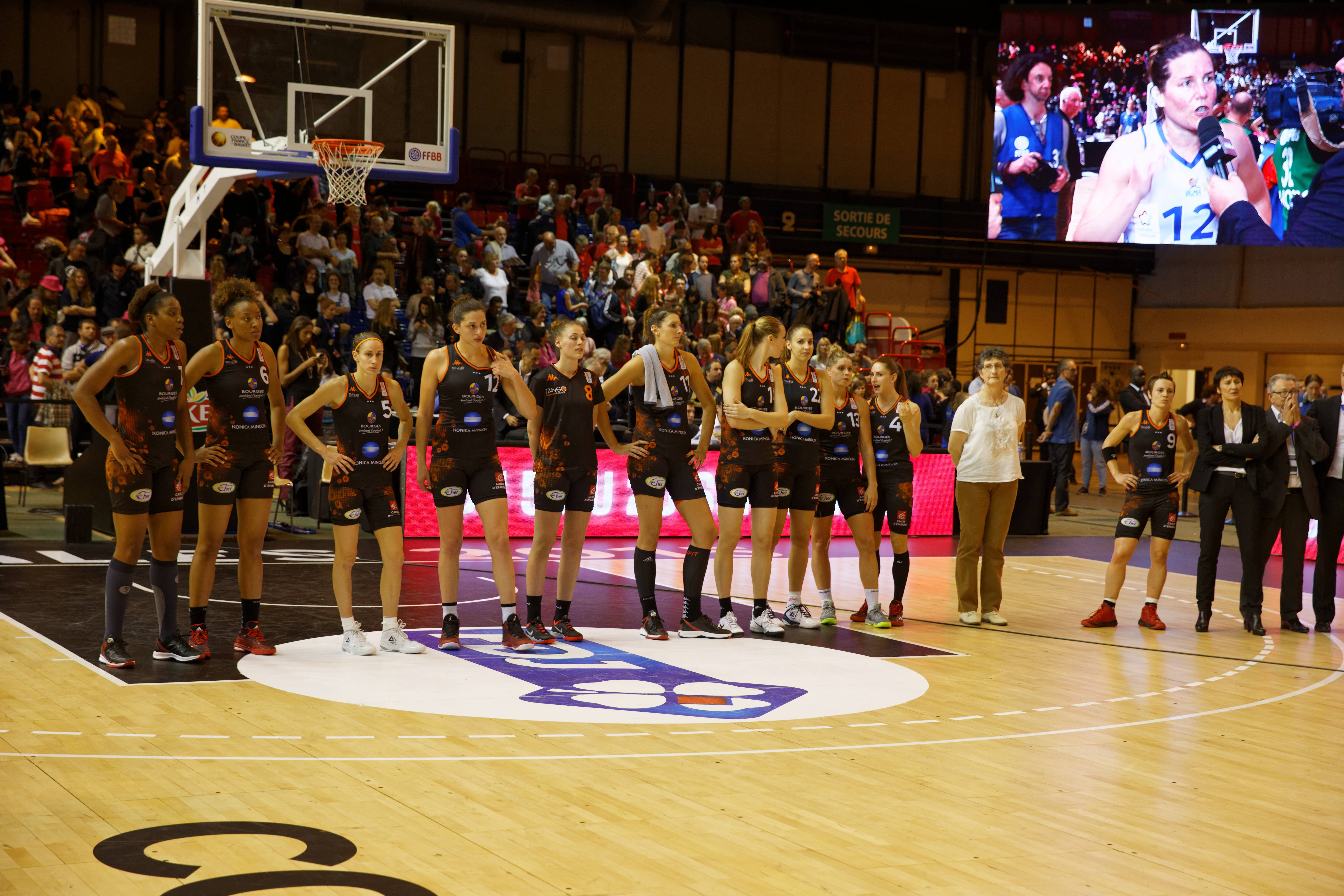
Finale de la coupe de France, Lattes-Montpellier vs Bourges, 2 mai 2015.

Bourges Basket est une société anonyme sportive professionnelle responsable de la section professionnelle du Tango Bourges Basket et du centre de formation. Elle a été créée en juin 2003.
Les actionnaires de la société sont au nombre de 14 et rassemblent aussi bien des entreprises que des privés. Le Tango Bourges Basket (association loi de 1901) qui constituée du secteur amateur, fait partie de ces actionnaires. Cette association est représentée au sein du Conseil d’administration de la société.

## Fonctionnement

### Conseil d'administration
Le conseil d’administration comprend actuellement 5 membres, les administrateurs de la société, dont le président.
Au niveau du fonctionnement, l’équipe en place est constituée respectivement de : 
- un président : Agnès Saint-Gès
- un directeur général : Valentin Cavelier
- un directeur financier

### Commissions

#### commission «Commercialisation»
- Définit les articles promotionnels (gadgets, vêtements, …)
- Assure l’ensemble des ventes de la société (hors billetterie)
- Gère le budget et les stocks correspondants
- Assure les relations avec le Club des Supporters

#### commission «Billetterie»
- Propose les tarifs
- Manage la réalisation matérielle des billets
- Assure les relations avec le Réseau France Billet, …
- Assure le renouvellement et le suivi des socios
- Assure la vente des billets (d’avant match au public, Euroligue aux abonnés, …)
- Assure la vente aux groupes (Comités d’Entreprises, écoles, clubs sportifs, …) et l’accueil correspondant
- Assure la recherche de publics nouveaux en synergie avec la commission Communication.

#### commission «Communication»
- Assure la réalisation de la revue du Club (Le Rebond)
- Gère le stand du Club à la journée des associations
- Envoie les cartes d’invitation aux matches pour les partenaires
- Assure les relations avec les écoles, les clubs sportifs, les cantons ruraux, …
- Gère le site Internet

#### commission «Logistique des déplacements»
- Assure le suivi de validité des passeports et l’obtention des visas
- Assure les réservations des moyens de transport (Car, avion, …)
- Assure les réservations d’hébergement et de restauration
- Gère les budgets correspondants

#### commission «Euroligue»
- Accueille les arbitres et officiels à l’occasion des matchs en Euroligue
- Assure l’accueil des équipes étrangères

#### commission «Gestion et sécurité de la salle»
- Forme, informe les personnels chargés de la sécurité les jours de matchs
- Réalise les plans d’accès et de circulation dans la salle les jours de match
- Établit les règles d’utilisation de la salle et des installations
- Assure le contrôle d’accès à la salle les jours de match
- Gère l’installation de la salle avant, pendant et après les matchs
- Assure l’encadrement/protection des arbitres et officiels dans les locaux

#### commission marketing gérée
- Prépare le plan annuel de marketing
- Recherche les nouveaux partenaires à démarcher
- Suit le portefeuille des partenaires actuels
- Entretien le catalogue des produits et prestations de partenariat et en recherche de nouveaux
- Suit la commercialisation des produits et la réalisation des prestations
- Suit les relations avec le club des partenaires
- Suit la gestion du salon VIP

## Centre de formation
Le Centre de Formation de Bourges Basket regroupe chaque année environ 15 jeunes sous statut de joueuse stagiaire vis-à-vis de la fédération française de basket-ball. À ces joueuses, sous contrat de formation, viennent s’ajouter chaque année quelques joueuses cadettes du CJMBB.
Le  centre de formation est administrativement (Président du CJM Bourges Basket).
Le Centre de Formation a deux objectifs :
- Former ces jeunes sportives au basket de haut niveau et leur permettre l’accès au statut de joueuse professionnelle,
- Assurer à ces mêmes joueuses un niveau scolaire leur permettant d’acquérir une capacité d’insertion professionnelle à l’issue de leur carrière sportive ou en cas de réorientation.

Cette saison 2014/2015, le centre de formation du Tango Bourges Basket compte deux équipes :
- Les Nationales Féminines U17 A
- Les Nationales Féminines 2